# Даунинг (Мисури)
Даунинг (енгл. Downing) град је у америчкој савезној држави Мисури.

## Демографија
По попису из 2010. године број становника је 335, што је 61 (-15,4%) становника мање него 2000. године.
| Група             | 2000.       | 2010.       |
| Белци             | 376 (94,9%) | 326 (97,3%) |
| Афроамериканци    | 0 (0,0%)    | 0 (0,0%)    |
| Азијати           | 0 (0,0%)    | 1 (0,3%)    |
| Хиспаноамериканци | 9 (2,3%)    | 2 (0,6%)    |
| Укупно            | 396         | 335         |